# Замкова гора (Новгород-Сіверський)

За́мкова гора́ — історична місцевість у Новгороді-Сіверському. Останець правого високого берега річки Десни з крутими схилами. Тут містився дитинець, резиденція новгород-сіверських князів XII–XII століть. Звідси 1185 року виступив у похід на половців князь Ігор Святославич.